# Urechești (gmina w okręgu Vrancea)
Urechești – gmina w Rumunii, w okręgu Vrancea. Obejmuje tylko jedną miejscowość Urechești. W 2011 roku liczyła 2532 mieszkańców.